# Secrétariat Mi'gmawei Mawiomi

Drapeau de la nation mi'gmaq

Le Secrétariat Mi'gmawei Mawiomi est une organisation politique et un conseil tribal représentant les Micmacs dans la province de Québec.
Le conseil tribal Mi'gmawei Mawiomi comprend le trois bandes : Gesgapegiag, Gespeg et Listuguj.
| Numéro | Nom officiel de la bande         | Siège              | Population inscrite (Novembre 2016) |
| ------ | -------------------------------- | ------------------ | ----------------------------------- |
| 53     | La Nation Micmac de Gespeg       | Gaspé (Fontenelle) | 782                                 |
| 51     | Gouvernement mi'gmaq de Listuguj | Listuguj           | 4 015                               |
| 52     | Micmacs de Gesgapegiag           | Maria              | 1 498                               |

Ensemble, les trois bandes cumulent une population inscrite totale de 6 295 membres en 2016. L'organisation est basée à Listuguj en Gaspésie.

## Territoire
Le territoire national mi’gmaq de Gespe’gewa’gi est divisé en huit districts répartis dans tout le Canada.
Le district du Mi’gma’gi comprend le territoire national des Micmacs en Gaspésie, au Québec.
En 2007, le Mi'gmawei Mawiomi a remis une déclaration intitulée Nm’tginen Me’mnaq Ejiglignmuetueg Gis Na Naqtmueg (« Notre territoire : nous ne l'avons jamais donné ou abandonné ») aux gouvernements du Canada et du Québec.

## Confédération des bandes
La confédération Wabanaki (Wabenaki, Wobanaki) était une confédération historique, du XVIIe et XVIIIe siècles, de cinq nations amérindiennes ayant la langue algonquine comme langue commune.
Les membres de la Confédération au Québec étaient :
- Wabanaki (Abénaquis)
- Wolastoqiyik (Malécites ou Malicite ou Maliseet) et
- Míkmaq (Micmacs ou Mi'kmaq)

Ils étaient aussi alliés des Innus, des Algonquins et même des Hurons-Wendats à un moment donné.